# 932 TCN
932 TCN là một năm trong lịch La Mã.